# Aeron Edwards
Aeron Edwards (ur. 16 lutego 1988 w Wrexhamie) – walijski piłkarz, pomocnik, występujący w klubie The New Saints F.C.